# Panimerus
Panimerus is een muggengeslacht uit de familie van de motmuggen (Psychodidae).

## Soorten
- P. albifacies (Tonnoir, 1919)
- P. albomaculatus (Walhgren, 1904)
- P. arnaudi Wagner, 1984
- P. basalis (Banks, 1907)
- P. cio (Quate, 1955)
- P. denticulatus Krek, 1972
- P. dysmicus (Quate, 1955)
- P. elongatus Wagner, 1981
- P. goetghebueri (Tonnoir, 1919)
- P. goodi (Vaillant & Withers, 1992)
- P. intellegus (Jung, 1956)
- P. kreki Vaillant, 1972
- P. lucens Vaillant, 1973
- P. maynei (Tonnoir, 1919)
- P. notabilis (Eaton, 1893)
- P. sarai Salamanna, 1975
- P. serbicus Krek, 1985
- P. sierra (Quate, 1955)
- P. unae Krek, 1977
- P. verneysicus Vaillant, 1972